# لوئیجی داتوم
لوئیجی داتوم (انگلیسی: Luigi Datome؛ زادهٔ ۲۷ نوامبر ۱۹۸۷) بازیکن بسکتبال اهل ایتالیا است.

## حرفه
از باشگاه‌هایی که در آن بازی کرده‌است می‌توان به دیترویت پیستونز، ویرتوس رم، و بوستون سلتیکس اشاره کرد.

## جوایز
وی در مسابقات کشوری و بین‌المللی در مجموع برندهٔ ۲ مدال برنز شده‌است.